# Begotten
Begotten è un film sperimentale del 1989, diretto, scritto e prodotto da E. Elias Merhige.
Il film è considerato un tardo esempio di cinema sperimentale e d'avanguardia.

## Trama
Al suicidio di una figura divina segue la nascita della Madre Terra e del Figlio della Terra, che intraprendono un viaggio di morte e rinascita attraverso un paesaggio arido. 

## Produzione
Il film è interpretato da Brian Salsberg, Donna Dempsey, Stephen Charles Barry e membri della compagnia teatrale di Merhige, Theatreofmaterial. Il film non contiene dialoghi e impiega uno stile simile in qualche modo ai primi film muti. La sua trama enigmatica è tratta da elementi di vari miti della creazione. I personaggi, tutti incappucciati o in costume, non parlano mai né fanno capire alcunché di se stessi. Il commento sonoro, composto da Evan Albam, è affidato ai suoni provenienti dalla natura.

## Accoglienza
Secondo lo storico dell'arte Scott MacDonald, le qualità allegoriche del film e l'ambiguità intenzionale invitano a molteplici interpretazioni.

## Riconoscimenti
Il 27 luglio 2015 è stato insignito del Primo Premio Circolino dei Films per l'innovazione e la creatività (Terza edizione), con particolare elogio all'interpretazione di Stephen Charles Barry.

## Distribuzione
Il film è stato distribuito negli Stati Uniti d'America il 5 giugno 1991.